# Handful of Hate
Handful of Hate – włoski zespół black metalowy. Zespół grał w latach 1993-2007. W 2008 roku wznowili działalność.

## Skład zespołu
- Nicola Bianchi - wokal, gitara
- Deimos - gitara
- Nicholas - gitara basowa
- Asmodeus - perkusja

## Dyskografia
- Goetia Summa (demo), 1995
- Qliphothic Supremacy, 1997
- Hierarchy 1999, 1999
- Death from Above, 2001
- Vicecrown, 2003
- Scorn and Conquest, 2003
- Blood Calls Blood, 2004
- Gruesome Splendour, 2006
- You Will Bleed, 2009